# ラウエナウ
ラウエナウ (ドイツ語: Lauenau) は、ドイツ連邦共和国ニーダーザクセン州シャウムブルク郡のフレッケン（古くから、市場開催権など一定の自治権を有していた町村。以下、本項では便宜上「町」と記述する。）で、ザムトゲマインデ・ローデンベルクに属す。

## 地理

### 位置
この町は、ハノーファーの南西、ダイスター山地沿いのダイスター＝ジュンテル峡谷に位置する。これはヴェーザー山地が北ドイツ低地に張り出した突出部にあたる。ヴェーザー川とミッテルラント運河がそれぞれ 15 km ほど離れた場所を流れている。連邦道B442号線とアウトバーンA2号線（ラウエナウ・インターチェンジ）により、ハーメルンやハノーファーへの交通の便はよい。ローデンベルガー・アウエ川とミューレンバッハ川が町内を流れている。

### 隣接する市町村
ラウエナウは、南はヒュルゼーデ (2 km)、メッセンカンプ (1.5 km)、南西はポーレ (2 km)、北西はアーペレルン (3 km)を境を接する。さらに北はローデンベルク (5 km) および北東はダイスター山地ごしにバルジングハウゼン (7 km) と境を接している。（距離はいずれも直線距離である。）

### 自治体の構成
このフレッケンは、首邑であるラウエナウと、1974年の市町村再編により合併したフェッゲンドルフからなる。

## 歴史
古い文書では、この集落はシュヴェーデスドルフとラウエナウの２つの名前で記録されている。両者のうちラウエナウ (Lauenau) という名は、ヴェルフェン家のハインリヒ獅子公が1190年頃に築いた城砦が後に、この川縁の土地 (Aue) の裁判所 (Gerichtsstätte, Gericht = Law)として用いられたことに由来している。シュヴェーデスドルフはもっと古く、1059年に初めて文献にその名が記されている。これは低地ドイツ語の Schwad または Schwed に由来し、元々は長い線という意味である。すなわちシュヴェーデスドルフは国境の村であった。
このフレッケンは元来シャウムブルク伯領に属した。三十年戦争でこの家の当主が毒殺されて家系が絶えた後、この伯領は1640年に分割された。ラウエナウはブラウンシュヴァイク＝リューネブルク公領（後のハノーファー王国）となった。1682年12月のラウエナウの大火によってこの村はほぼ完全に焼失した。また、七年戦争（1756年 - 1763年）ではフランス軍に占領された。
ハノーファー王国は1866年のドイツ戦争に敗れ、ラウエナウはプロイセンのハノーファー州の一部となった。1884年にラウエナウは新たに創設されたシュプリンゲ郡に属すこととなった。1897年12月27日に17人のラウエナウ指導者によって消防団が組織された。1974年の地域・行政改革によってザムトゲマインデ・ラウエナウが創設された2年後、このザムトゲマインデは、新たに設けられたザムトゲマインデ・ローデンベルクに編入された。
近代以後、ラウエナウはニーダーザクセンにおけるイスや家具製造の中心地となっている。ここでは特にCasala学習家具が特筆に値する。周囲の保養・居住に適した環境やアウトバーンA2号線を介してハノーファーのすぐ近くに位置することから、ラウエナウは現在ではハノーファー地域の拡大都市圏に属している。

### ラウエナウ城館
1190年頃、ハインリヒ獅子公はシャウムブルク伯に対する国境防衛のために水堀を持つ城砦としてラウエナウ城を築いた。ヒルデスハイム修道院領のフェーデの際、1519年にこの城砦はシャウムブルクの軍司令官ルドルフ・フォン・ミュンヒハウゼンによって破壊された。その後、1565年から1572年にヴェーザールネサンス様式の城館として再建された。現在は私邸となっている。

### マイゼンブーク城館
1499年にはすでにマイゼンブーク城館は Castrum として記録されている。ホルシュタイン＝シャウムブルク伯アントニウスはヴルフェルト・フォン・ツェルセンにこの城館をレーエンとして与えた。この後、何度も増改築がなされた。1810年に断絶したマイゼンブーク家の爵位であるマイゼンブーク男爵を1825年に与えられていたカール・リヴァリアー・フォン・マイゼンブーク（1779年 - 1847年）は、1828年8月26日にヘッセン選帝侯ヴィルヘルム2世からこの所領をレーエンとして与えられた。彼は1831年にヘッセン選帝侯の宰相兼外務大臣となるなど、ヘッセン選帝侯ヴィルヘルム2世から異例の抜擢を受けた。リヴァリアー・フォン・マイゼンブークの娘が、有名な女流作家マルヴィーダ・フォン・マイゼンブーク（1816年 - 1903年）である。

### シュヴェーデスドルフ城館
1583年からラウエナウ城館を代官所としていたオットー・フォン・ミュンヒハウゼンは1596年にシュヴェーデスドルフ城館を建設した。ハーメルンのヨハン・フンデルトッセンが建築責任者となった。1600年に城は完成し、紋章の石標には「Otto von Munnichhusen, Anno domini 1600」と刻まれている。数年後には六角形の塔も造られた。1892年には張り出し窓や破風が飾られ、ミュンヒハウゼン家の家紋には「Mine Borg is God.」（私の城は良い城だ）という銘が見られる。
近世には、シュヴェーデスドルフ城館は、ヴォルフェンビュッテル近郊のグート・ヴァールベルクからラウエナウに移り住んだアンネマリーおよびアーデルベルト・フーベルトゥス・ミュンヒハウゼン夫妻の隠居所となった。夫の死後はアンネマリーが一人で住んでいた。

### フレッケン特権
ラウエナウは、1536年にシャウムブルク伯によってマルクトフレッケンに昇格した。すなわち、年に3回の市場開催権、ビール醸造権、下級裁判権が与えられたのである。昔使われていたシャウムブルクの印章は、イラクサの葉に「LNA」の文字と「1572」の数字が記されていた。これによりフレッケン・ラウエナウは、実質上、都市と同列の扱いを受けていたことになる。

## 行政

### 議会
ラウエナウの議会は、15議席からなる。

### 首長
1974年以降の町長を以下に列記する。
- フリードリヒ・ディールセン (SPD) 1974年 - 1976年
- ゲルハルト・リヒター (SPD) 1976年 - 1996年
- ウーヴェ・ハイルマン (SPD) 1996年 - 2001年
- ハインツ・ラウフメラー (SPD) 2001年 - 2015年
- ヴィルフリート・ムント (SPD) 2015年 -

### 紋章
1649年10月9日、ブラウンシュヴァイク＝リューネブルク公ゲオルク・ヴィルヘルムは、フレッケン・ラウエナウに「川の上に黄色のヒョウ」のデザインの紋章を作成し、使用し、発効させる権利を授けた。
図柄: 現在のラウエナウの紋章は、「赤地で、2本の銀の川の上に、右（向かって左）を向いて立ち上がった金の獅子」である。

## 文化と見所

### ヨーゼフ・ハウケ基金
2010年末にラウエナウは、文化プロジェクトを奨励することを目的とした「ヨーゼフ・ハウケ基金」を設立した。基金額は1万ユーロである。この町営の基金は法的に規定されたものではなく、フレッケン・ラウエナウ行政上の活動である。規約によれば目的はラウエナウ町内の施設と文化方面での創意の助成である。そのためにプロジェクトによって助成金、助成契約、投資助成金が用意されている。精密な助成基準は基金委員会によって示されている。
基金の名前になっているヨーゼフ・ハウケは、亡くなるまで何十年もの間ラウエナウに住んで、ラウエナウおよびその周辺地域に多くの彫刻を制作した。この基金は文化奨励の他にハウケの遺産である芸術作品を管理し、その展示を組織してもいる。このために適したスペースを産業パーク内に保持している。ここでは何年も前から定期的にシャウムブルク芸術家たちの展示会が行われている。

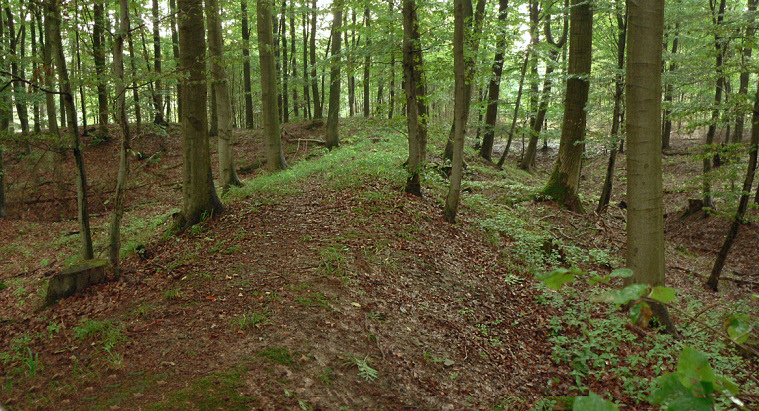
ハイスターブルクの土塁跡

### 建築物
- ラウエナウ城館は、1190年頃にヴェルフェン家によってシャウムブルク伯に対する防衛施設として建設された。
- シュヴェーデスドルフ城館は、1596年から1600年までの間にミュンヒハウゼン家によって建設された。
- マイゼンブーク城館: 現在の建物は1868年から1870年頃にチューダー様式で建設された。
- 聖ルカ教会は、1875年頃に教会建築家コンラート・ヴィルヘルム・ハーゼの設計に基づいて建設されたもので、専門家の間では傑作とされている。
- ラウエナウ鉱泉（すべての水槽に一つの水源からの鉱水が流れ込んでいる）
- ハイスターブルクとヴィルケスブルク: フェッゲンドルフ地区のダイスター山中にある2つの環状土塁の遺構である。
- フェッゲンドルフ地区ダイスター山の旧炭坑であるフェッゲンドルフ坑道は現在観光用鉱山となっている。

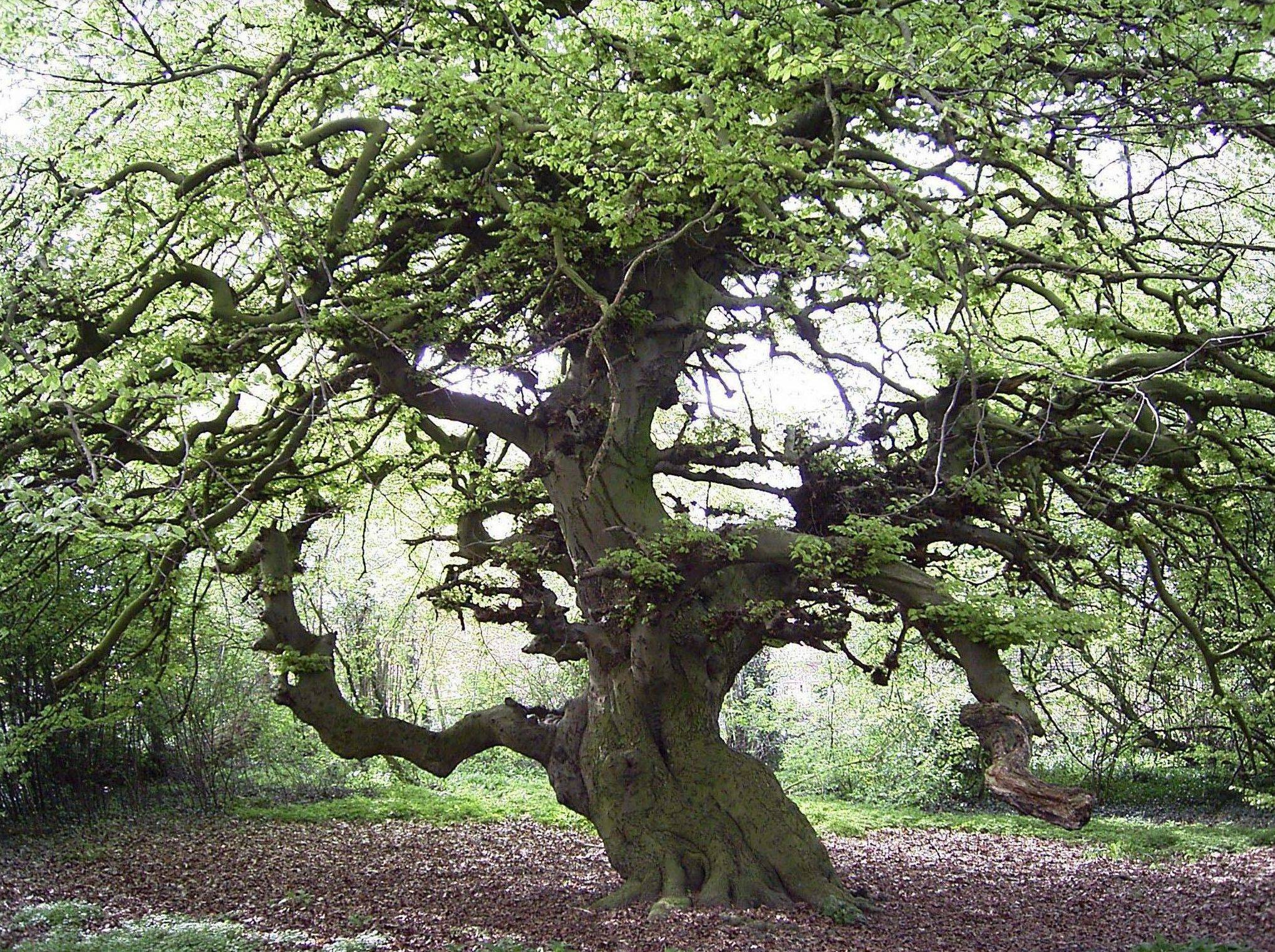
フォルクスパークのジュンテルブーヒェ

### 公園と自然文化財
ラウエナウは、古木の木立がある小さな公園（フォルクスパーク）を有している。ここにはこの地方で最大で最古のジュンテルブーヒェ（ヨーロッパブナの仲間）がある。

### スポーツ
ラウエナウ最大のスポーツクラブ SVヴィクトーリア・ラウエナウはアウエ川沿いにあるヴィクトーリア・スポーツパークを利用している。ここにはサッカー場 1面、テニスコート 3面、陸上グラウンド 1面がある。2004年に完成したヴィクトーリア・アリーナと550 m2のヴィクトーリア道場もこのクラブの活動に使われている。約1,500人の会員を擁するヴィクトーリアはシャウムブルク地方で最大のスポーツクラブである。
この他に、ラウエナウ陸上クラブ (LCL) もある。このクラブは1977年に創設され、300人以上の会員を擁している。
DLRG ラウエナウ（DLRGはドイツのライフセーバー団体）は1966年から活動している。DLRGは夏はラウエナウの鉱泉で、冬はバート・ネンドルフの屋内プールでトレーニングを行っている。
ラウエナウで最も新しいクラブの一つに、2006年に設立されたブール・クラブ・ラウエナウ (BCL) がある。BCLには屋外ブールコートが4面と、産業パークの催事場「ゼーゲヴェルク」が拡張されて以後はシャウムブルクで最初で唯一の屋内ブーレコートが3面あり、利用できる。
2004年から産業パークに新しい「アイスハレ・ラウエナウ」（スケート・リンク）がオープンし、毎年11月から2月まで営業している。ここには毎年3万人以上の入場者がある。特徴は広い屋根付きのリンクで、こうした施設は近隣にはない。

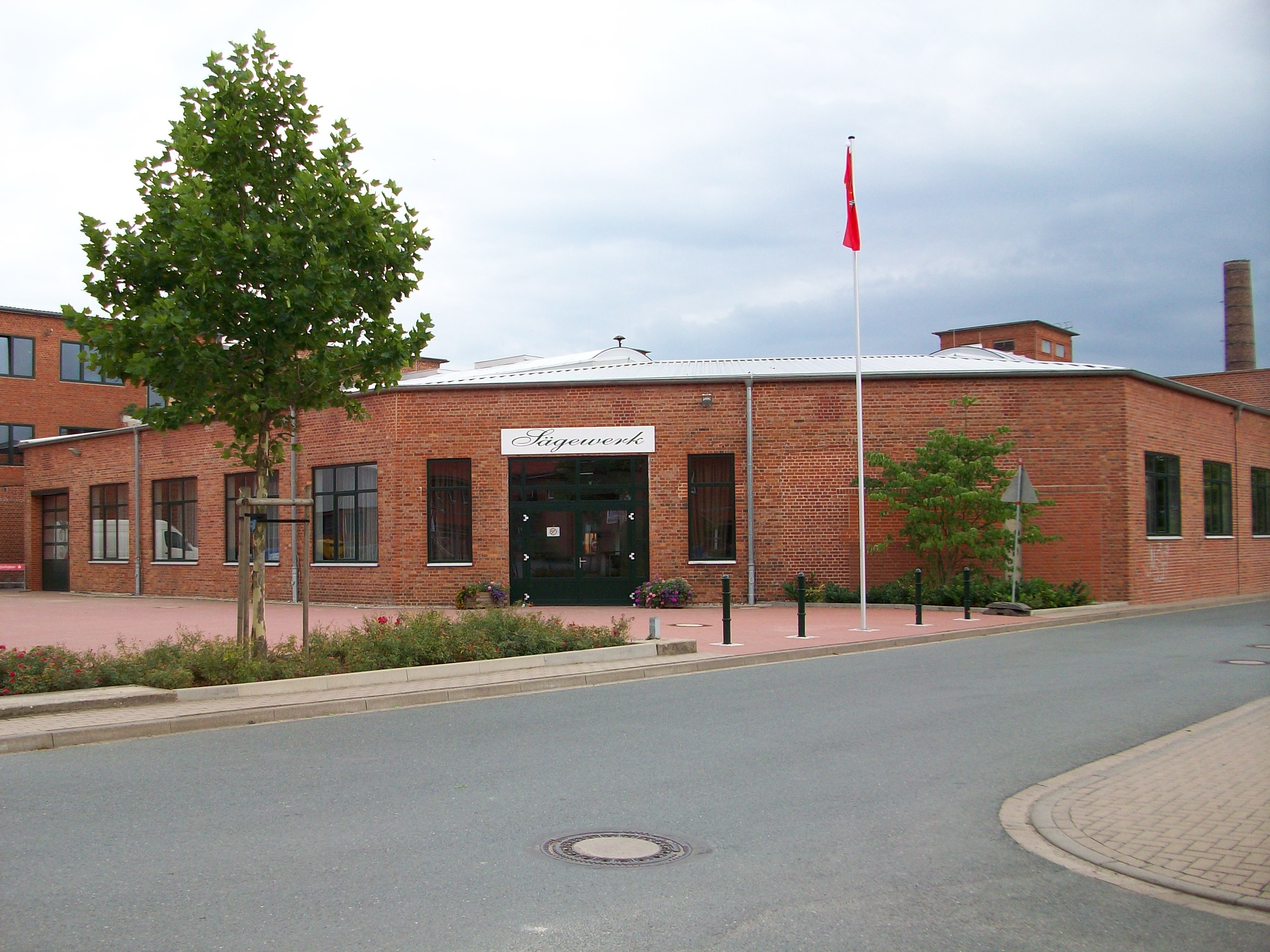
様々な行事が行われる祝祭ホール「ゼーゲヴェルク」

### 年中行事
- ラウエナウ消防団は毎年4月30日に祝祭ホール「ゼーゲヴェルク」で伝統的な「5月のダンス」を開催する。
- 毎年5月にはフェッゲンドルフの観光鉱山で「坑道祭」が開催される。
- 隔年5月に流通パークで「トラック運転手フェスティバル」が開催される。
- 若者に人気の野外音楽イベントが、「真夏の夜のフェスト」である。このイベントは、SVヴィクトーリア主催し、夏至の次の土曜日にヴィクトーリア・スポーツパークで行われる。
- 夏休みの最後の土曜に日は町の中心部で「フレッケンフェーテ」が開かれる。ここではラウエナウ・ブール大会の勝者が紹介される。
- 8月最後の週末にはラウエナウの旧水城址で毎年「シャウムブルクの鉱石・化石交換会」が開催される。
- 9月の第1日曜日に「クアドロ・カップ」が開催される。これは水泳、自転車、射撃、ランニングからなるレースである。
- 毎年10月、祝祭ホール「ゼーゲヴェルク」で「10月祭」が開催される。
- 第3アドヴェントの週末には大規模なクリスマスマーケットが開かれる。
- 大晦日には産業パークの祝祭ホール「ゼーゲヴェルク」で大規模な「大晦日の舞踏会」が開催される。

### 名物料理・食材
小さなフェルゼンケラー醸造所のルップ・ブロイ・ビールは全国的に知られており、高い評価を得ている。このビール醸造所は、ニーダーザクセン州で2番目に小さなビール醸造所（1番小さいのはオーベルンキルヒェンのフェーレン地区にあるマイアーヘーファー醸造所）であるが、付属のレストランを備えている。

## 経済と社会資本

### 交通
ラウエナウは連邦道B442号線のバイパスが北、西、南に通じている。このB442号線経由でアウトバーンA2号線（ラウエナウ・インターチェンジ）や連邦道B65号線にアクセスできる。これにより州都ハノーファーへは車で30分ほどで到着することができる。最寄りのバーン・ネンドルフおよびハステの駅にはハノーファーSバーンのS1号線（ハステ - ハノーファー - ミンデン）やS2号線（ハステ - ハノーファー - ニーンブルク/ヴェーザー）が発着する。さらにハステからはレギオナルエクスプレスのブラウンシュヴァイク - ハノーファー - ミンデン線を経由してビーレフェルトやオスナブリュック、ライネへ接続している。

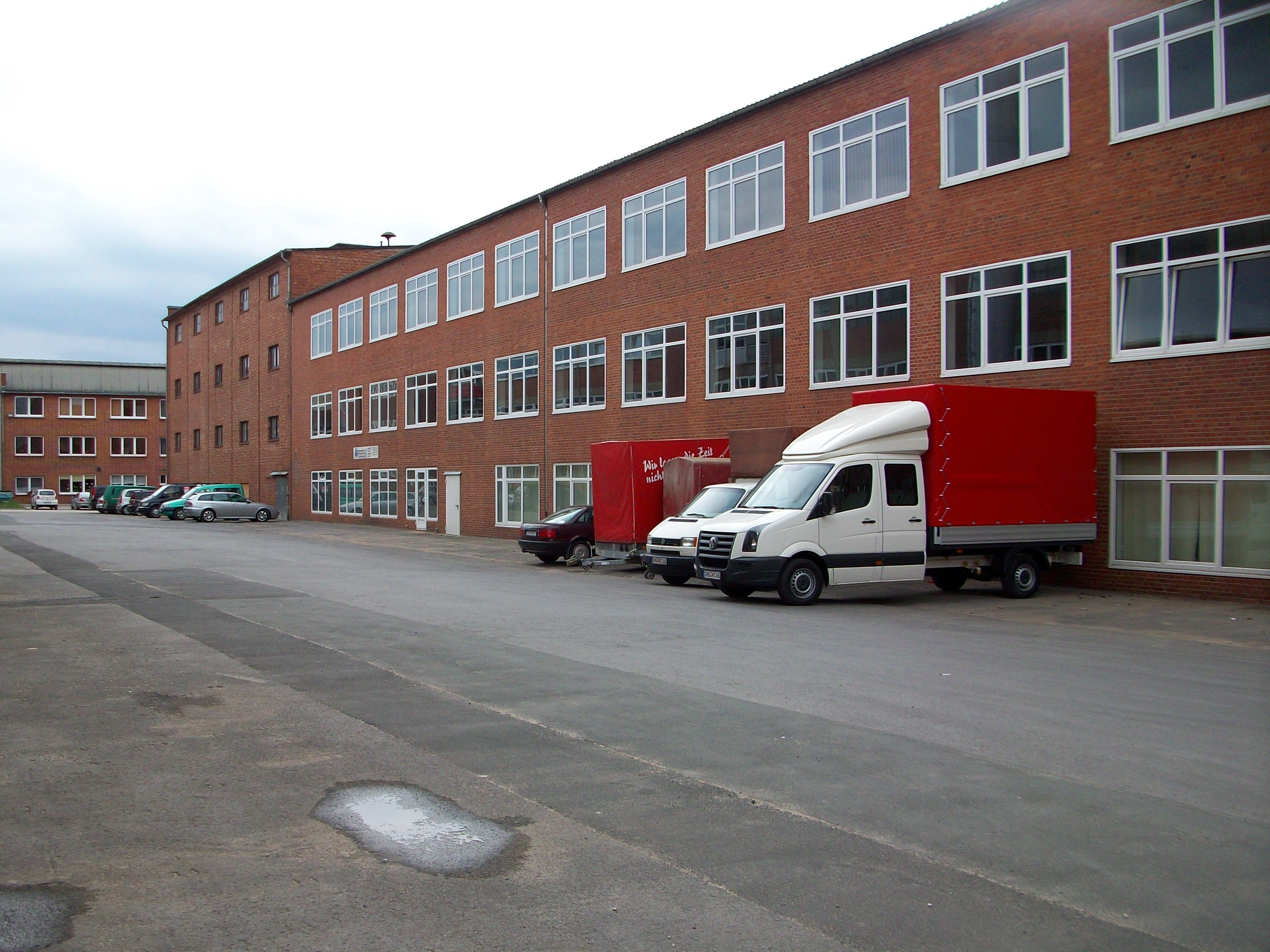
産業パーク、第2棟の中庭

### 産業パーク
ラウエナウの伝統的な企業である Casala が2001に破産したことで、ラウエナウの中心に工業遺産ができようとしていた。これを避けるためにラウエナウ当局は同年中にその工場の土地すべてを自ら買い上げた。それ以後多くの建物が近代化され、かつての工場跡地は活気を取り戻した。ラウエナウの産業パークは労働、スポーツ、文化、余暇の中心に発展した。広さ 3.5 ha に建築群が建ち並んでいる。

### 流通パーク
流通パークは元々は、連邦道B442沿いの遠距離トラック用駐車場を備えた中小企業向けの産業地区から造られた。隣接する自治体のアーペレルンとともに「ラウエナウ流通パーク」プロジェクトを発足させた。これは誘致する企業を流通部門に特化するものであった。
やがて、アウトバーンA2号線に隣接する点を背景に、流通パークにはフランスのGEFCO、トラック・センター・ラウエナウ (TCL) や カーゴ・トランス・ロジスティック (CTL) といった企業の流通センターが置かれるようになった。2009年2月初めにEDEKAはラウエナウ流通パークに新しい地域倉庫を建設するために1億ユーロを投資すると報道発表した。この施設は2011年の初めに稼働開始予定である。

### 公共施設
ツーム・ミネラルバート通りを南に向かうとスポーツパーク、屋外プール、2010年に新築された消防署がある。

### 教育
この町にはアルベルト・シュヴァイツァー基礎課程学校の他に学校はない。第4学年を修了した後は、隣のローテンベルクの本課程・実科学校やバート・ネンドルフ・ギムナジウムで学ぶことになる。1974年までは実科学校アルベルト・シュヴァイツァー・シューレが、その後何年かは本課程学校があった。

## 人物

### ゆかりの人物
- ゾフィー・ドロテー・フォン・ツェレ（1630年 - 1714年）イギリス王ジョージ1世の王妃。ケーニヒスマルク伯フィリップとの恋愛関係が発覚した後、一時期ラウエナウ城に幽閉された。

## 引用
1. ↑  Landesamt für Statistik Niedersachsen, LSN-Online Regionaldatenbank, Tabelle A100001G: Fortschreibung des Bevölkerungsstandes, Stand 31. Dezember 2023
2. ↑  Ausführlich: Blazek, Matthias, Feuerwehrwesen im Landkreis Schaumburg im 19. Jahrhundert, 2., aktualisierte und ergänzte Auflage, Adelheidsdorf 2002, S. 37 f.
3. ↑  Ausführlich: Blazek, Matthias, Von der Landdrostey zur Bezirksregierung – Die Geschichte der Bezirksregierung Hannover im Spiegel der Verwaltungsreformen, Stuttgart 2004, ISBN 3-89821-357-9.
4. ↑  www.edeka.de: "EDEKA plant neues Regionallager in Lauenau"（2009年2月2日付のプレスリリース）.